# نبرد نیکی و پلیدی

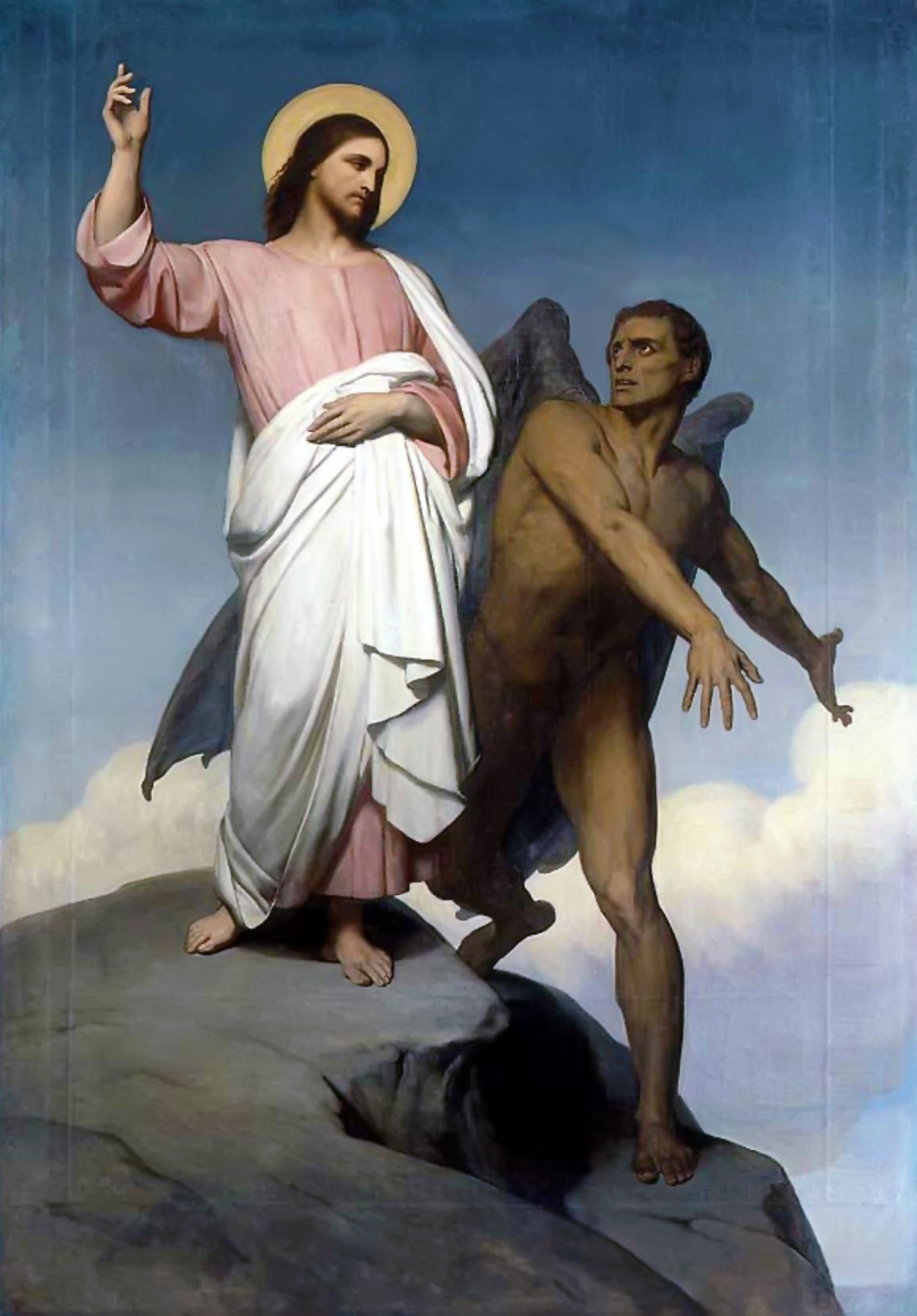
تصویر

## نبرد میان نیکی و پلیدی
نبرد میان نیکی و پلیدی یکی از احکام دین زرتشت است، که توسط زرتشت در ۳۰۰۰ سال پیش ارج نهاده شد. این موضوع یکی از متداول‌ترین و معمول‌ترین موضوعات در ادبیات است و همچنین بعضی مواقع به عنوان یک بخش جهانی از نهاد بشر در تمام دنیا شناخته می‌شود. چندین تفسیر از این نبرد وجود دارد، یک تفسیر نبردی بین اشخاص واقعی است که در یک سو نیکی (خیر) و در طرف مقابل پلیدی (شر) است.
در تفسیری دیگر مبارزه‌ای درونی در اشخاص (عموماً درون انسانها) میان نیکی و پلیدی است. جوزف کنارد در رمان خود با نام دل تاریکی اینگونه تعریف کرده است که همهٔ انسانها دارای یک «شرارت درونی» یا «دل تاریکی» هستند.

## تراژدی کلاسیک
شکل این تراژدی به بهترین شکل توسط ارسطو توصیف شده و نمونهٔ آن به درستی که نمایشنامهٔ پادشاه ایدیپ است که نگرانیش بیشتر از فجایع دست سرنوشت است تا موضوعیت نبرد نیکی و پلیدی.
با این اوصاف مبارزهٔ نیکی با جنبه‌های ناقص یک قهرمان تراژیک، بخش مهمی از کاتارسیس را در تئوری ارسطویی شکل می‌دهد.
علاوه بر این، شکلی از تراژدی با پایان خوش وجود دارد که در عهد عتیق با اینکه ارسطو این را باب کرد، نیز رایج بود. این مدل تراژدی با قاطعانه شکست دادن یک کاراکتر شرور توسط یک قهرمان یا خدا تمام می‌شود. شاید بهترین نمونهٔ این مدل نمایشنامهٔ آلکستیس از اوریپید باشد.
نورتروپ فرای اشاره کرده است که این شکل از تراژدی در واقع الگوی اولیه یِ ملودرام است.

## نیکی و پلیدی در فیلم‌ها
تقریباً هر فیلمی که تا کنون ساخته شده است در دل داستان خود نبردی میان نیکی و پلیدی دارد. به عنوان مثال در فیلم جنگ ستارگان که نیکی از نیروهای «روشنایی» و پلیدی از نیروهای «تاریکی» استفاده می‌کنند. رنگ‌های تیره برای نیروهای پلیدی و رنگ‌های روشن برای نیروهای نیکی مورد استفاده قرار گرفته.. این نسبت‌ها در فرهنگ عامه نیز نفوذ کرده است؛ که در هری پاتر و ارباب حلقه‌ها و ... نیز از این نسبت رنگی برای نمایش نیکی و پلیدی استفاده شده است.

## تعارض با پلیدی درونی
با اینکه این تعارض به مانند تعارض مستقیم نیکی در برابر پلیدی چندان معمول و متعارف نیست، مفهوم «فرد در مقابله با نفس خود» برای یک خواننده یا بیننده جذابتر است مخصوصاً اگر پای قهرمان داستان در میان بیاید. چه فیلم باشد چه کتاب، برای موفق شدن نیازمند به تکامل کاراکتری خوش نوشت دارد. تفسیر جوزف کنراد ازمبارزه با شیطان درون که با عنوان دل تاریکی شناخته می‌شود، نبرد انسان است که در حال مبارزه با خویشتن بر سر انتخاب‌هایش است «در رمان در دل تاریکی انسان را به چالش کشانده‌است و این موضوع را بیان کرده‌است که انسان بین خیر و شر حق انتخاب دارد. او می‌تواند با هیولای در بند درونی و بیرونی خود متحد شود و جامعه انسانی را به تباهی بکشاند.»

## چشم‌انداز
به طور معمول فرد شرور خود را به عنوان شخصی می‌بیند که فقط مشغول به انجام کار خود است، یا می‌تواند خود را اینگونه بپندارد که در حال انجام کاری است که در نهایت باعث خشنودی خودش می‌شود، حال آنکه ممکن است یک شخص خود را به عنوان کسی ببیند که در حال انجام کار درستی است و دیگری مطمئناً می‌گوید که «هر کسی اشتباه می‌کند»، و همیشه ذات انسان با این حرف مخالفت می‌کند.
نیکی چیزی است که به کسی آسیب نمی‌زند که اما پلیدی این کار را انجام می‌دهد، برای مثال: جهل و نادانی در معنا «پلیدی» است حال آنکه داشتن دانش در تمامی مسائل فعلی فقط به معنای «نیکی» است.

## ادبیات مسیحیان و یهودیان
نویسندگان دوران پیشین نیز به موضوعیت تقابل نیکی و پلیدی توجه داشتند، و صد البته آنرا با اصطلاحات مذهبی درک می‌کردند. در کتاب عهد عتیق یهوه از ارمیای نبی (عُزَیر یا عَزرا) می‌پرسد که :"قلب انسان از هرچیز دیگری فریبکارتر است و گمراه می‌باشد. چه کسی این را درمیابد؟
این سخنان را با کتاب ایوب نیز مقایسه کنید.
آن‌ها علاوه بر تفسیر افسانه‌ها و داستان‌ها برای آشکار کردن تقابل پنهانی میان نیکی و پلیدی این داستانها، نسخه‌های متفاوتی از این تقابلات را در کتاب‌های خود نوشتند. اشکال بنیادی ممکن است به گونهٔ "آخرزمانی" نیز توصیف شوند، که در آنها نویسنده اتفاقات واقعی و اجتماعی را چه تاریخی و چه تخیلی به عنوان مظهر تقابل ابدی بین خداوند و شیطان (نیکی و پلیدی) شرح می‌دهد. کشمکشی که اگر در انتها توسط قدرت مطلق خداوند کنترل می‌شد، باز هم اهمیت به سزایی برای انسان‌ها داشت.
در روش دیگری، نویسندگان مسیحی می‌توانستند برای دست یافتن به ایمان یا برقراری آن، به مطالعهٔ کشمکش‌های درونی بپردازند. این گونه ادبیات در کتاب شعری به نام سایکومکیا توسط پرودنتیوس بیشتر توضیح داده شده است و عنوان این کتاب همچنان دلالت بر آشفتگی روانی دارد. همین‌طور سوپریملی؛ کتاب اعتراف نامه ی سین آگوستین نمونهٔ بیوگرافی‌های بیشماری ست که بعدها روانشناختی در نظر گرفته شدند.
توجه ویژه‌ای نیز باید به کتاب تسلی فلسفه از بوئتیوس اختصاص گیرد، کتابی که تفکرات افلاطونی، مسیحی و رواقی را با ماهیت درد و رنج درهم آمیخت.